# Стабна (Демидовский район)
Стабна — деревня в Демидовском районе Смоленской области России. Входит в состав Борковского сельского поселения. Население — 1 житель (2018 год). 
Расположена в северо-западной части области в 47 км к северо-востоку от Демидова, в 36 км северо-восточнее автодороги Р133 Смоленск — Невель. В 99 км южнее деревни расположена железнодорожная станция Смоленск на линии Москва — Минск.

## История
В годы Великой Отечественной войны деревня была оккупирована гитлеровскими войсками в июле 1941 года, освобождена в сентябре 1943 года.
На 2018 год проживает один человек.